# Скулинг, Джозеф
Джозеф Айзек Скулинг (англ. Joseph Isaac Schooling; род. 16 июня 1995, Сингапур) — сингапурский пловец, единственный олимпийский чемпион из Сингапура, бронзовый призёр чемпионата мира 2015 года, бронзовый призёр чемпионата мира 2017 года, чемпион Азиатских игр.

## Биография
Родился в 1995 году в Сингапуре, в семье смешанного английского и китайского происхождения. После окончания второго класса Англо-китайской средней школы продолжил обучение в США. Закончил спортивную школу-интернат Боллис в Джэксонвилле, Флорида, и поступил в Техасский университет в Остине.
В 2011 году стал чемпионом Игр Юго-Восточной Азии. В 2012 году представлял свою страну на Олимпийских играх в Лондоне, но не смог подняться выше 26-го места. В 2013 году вновь стал чемпионом Игр Юго-Восточной Азии. В 2014 году стал серебряным призёром Игр Содружества и выиграл Азиатские игры. В 2016 году стал олимпийским чемпионом на играх в Рио-де-Жанейро на дистанции 100 м баттерфляем, опередив в финальном заплыве Майкла Фелпса, Чада ле Кло и Ласло Чеха, разделивших второе место.